# 玛森早熟禾
玛森早熟禾（学名：Poa masenderana），为禾本科早熟禾属下的一个植物种。玛森早熟禾主要分佈於中國新疆（海拔1300-2200米的濕地）、伊拉克、高加索、土耳其及伊朗。玛森早熟禾的杆高30-60厘米。